# Come deve andare
Come deve andare è una canzone degli 883, pubblicata come terzo singolo estratto dall'album Uno in più del 2001.
Nel brano sono presenti dei riferimenti ai motorini Peugeot 105 e Fifty.

## Video musicale
Nel video, diretto dai Manetti Bros, è rappresentata una partita di scacchi con il giocatore sovietico Kedrov interpretato dall'attore Rolando Ravello, mentre i due chauffeur sono interpretati dal duo romano Flaminio Maphia e Pezzali interpreta un addetto alle pulizie.

## Altre interpretazioni
Il brano è stato riproposto anche nelle raccolte Love/Life, TuttoMax e Max 20, dove è reinterpretato insieme a Davide Van de Sfroos.

## Tracce
1. Come deve andare
2. Bella vera (European Remix)
3. Cloro (feat. Jovanotti - Provino Cortona)

## Formazione
- Max Pezzali - voce
- Matteo Bassi - basso
- Claudio Borrelli - percussioni
- Fabrizio Frigeni - chitarra
- Marco Guarnerio - chitarra
- Michele Monestiroli - sassofono, voce addizionale
- Daniele Moretto - tromba
- Eugenio Mori - batteria
- Matteo Salvadori - chitarra
- Alberto Tafuri - tastiere, direzione archi
- Elena Bacciolo - cori
- Roberta Bacciolo - cori
- Roberta Magnetti - cori
- London Session Orchestra - archi